# Loma Linda East (condado de Jim Wells)
Loma Linda East es un lugar designado por el censo ubicado en el condado de Jim Wells en el estado estadounidense de Texas. En el Censo de 2010 tenía una población de 254 habitantes y una densidad poblacional de 19,06 personas por km².

## Geografía
Loma Linda East se encuentra ubicado en las coordenadas 27°45′59″N 98°11′39″O / 27.76639, -98.19417. Según la Oficina del Censo de los Estados Unidos, Loma Linda East tiene una superficie total de 13.33 km², de la cual 13.33 km² corresponden a tierra firme y (0%) 0 km² es agua.

## Demografía
Según el censo de 2010, había 254 personas residiendo en Loma Linda East. La densidad de población era de 19,06 hab./km². De los 254 habitantes, Loma Linda East estaba compuesto por el 96.85% blancos, el 0% eran afroamericanos, el 0% eran amerindios, el 0% eran asiáticos, el 0% eran isleños del Pacífico, el 1.97% eran de otras razas y el 1.18% pertenecían a dos o más razas. Del total de la población el 94.49% eran hispanos o latinos de cualquier raza.